# 黃金財
黃金財（1963年2月—），中華民國陸軍中將退役，籍貫臺灣省嘉義市，曾任陸軍副司令、憲兵指揮官、陸軍六軍團指揮官、陸軍澎防部指揮官、陸軍副參謀長、陸軍南測中心指揮官、陸軍莒指部指揮官，畢業於陸軍官校正54期、中正預校高中部第三期（中三期）。2018年12月16日接替徐衍璞出任陸軍六軍團指揮官，創下國軍首次有中將晉升不到一年就接任軍團指揮官的最快速紀錄，2019年8月1日調任憲兵指揮部中將指揮官時，再創下繼吳達澎上將後國軍第二次有軍團指揮官任職半年以內即調職的快速紀錄。2023年3月1日屆齡退役。

## 荣誉

### 中华民国勋章奖章
- 光华甲种二等奖章（2018年12月24日于马公菜园营区颁授[3]）
- 陆海空军甲种二等奖章（2019年8月1日于桃园龙冈文艺中心颁授[4]）
- 四等云麾勋章（2021年12月1日于台北宪兵指挥部忠贞营区颁授[5]）

## 備註
1. ↑  同期畢業將領有傅正誠、王興禮、賀政、馬英漢等